# Bleszynskia
Bleszynskia is een geslacht van vlinders van de familie grasmotten (Crambidae).

## Soorten
- B. malacelloides (Bleszynski, 1955)
- B. malacellus Duponchel, 1836